# Meiji jingū

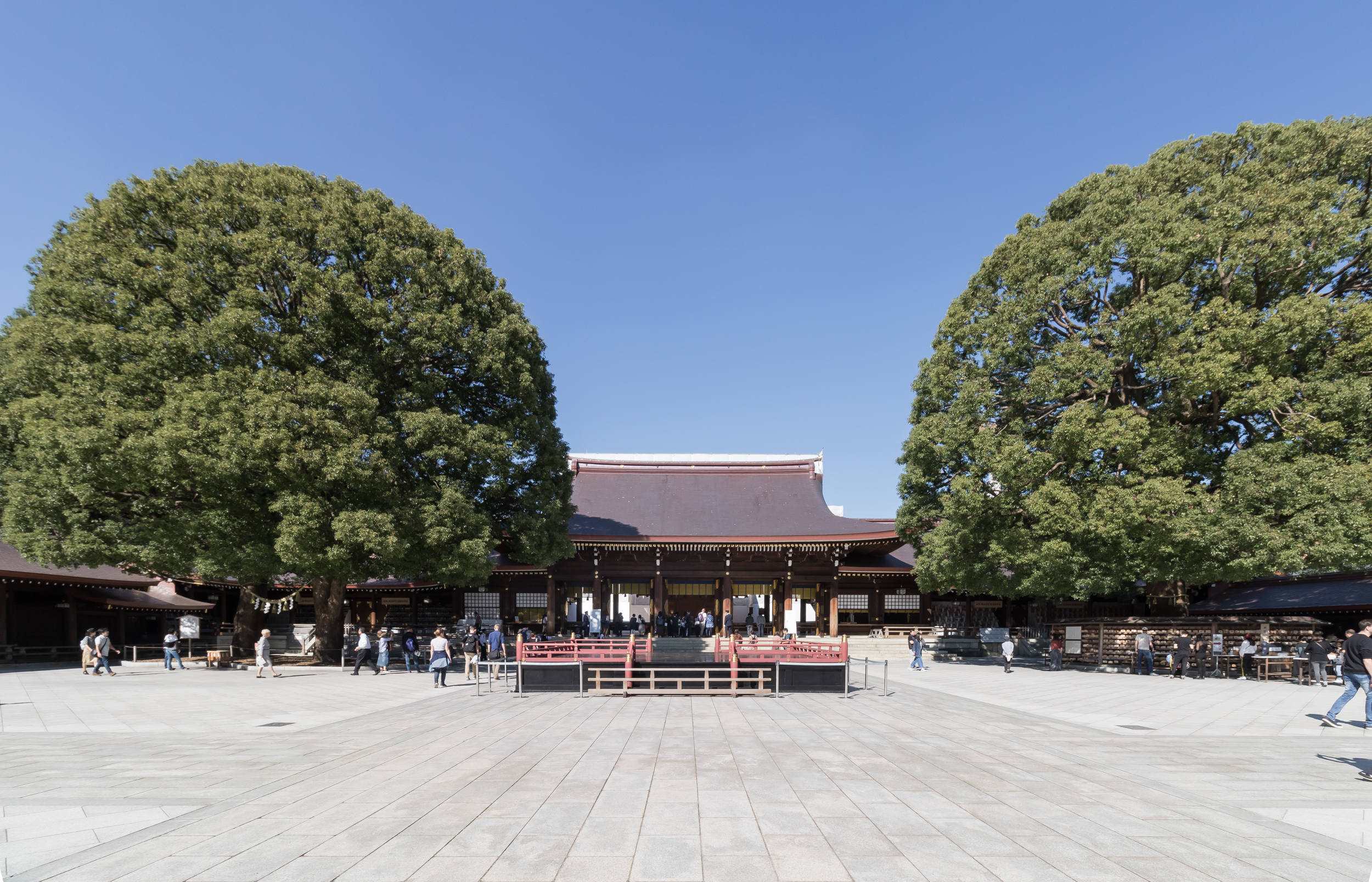
Meiji-jingūs shaden

Meiji jingū (japanska 明治神宮), i Shibuya, Tokyo, är en shintohelgedom tillägnad kejsare Meiji och hans hustru kejsarinnan Shoken. Helgedomen byggdes under 1910-talet efter deras död och den invigdes 1 november 1920.
Den ursprungliga byggnaden förstördes genom amerikanska bombningar under andra världskriget. Den nuvarande byggnaden är en rekonstruktion från 1958.   Den nuvarande repliken av helgedomen finansierades genom en allmän insamling och donationer. I oktober 1958 var byggnaden färdig.
Jingū-området består av två delar:
- Naien, inre trädgårdarna. Här finns ett museum med kejsarfamiljens ägodelar och även själva helgedomen. Naien var favoritplats för kejsare Meiji och hans hustru.[1] Naien täcker hela 700 000 kvadratmeter. Där finns huvudsakligen tempelbyggnaderna och skattkammaren. Den övriga arealen upptas av trädgårdar.[3]

- Gaien, yttre trädgårdarna. Här finns National Stadium som byggdes inför Olympiska sommarspelen 1964 i Tokyo. Stadion består av två arenor: Meiji-Jingu Stadium för baseball och Chichibunomiya Rugby Stadium. I Gaien finns också museet Meiji Memorial Picture Gallery. I museet finns 80 bilder av Meijikejsare och Meijiperioden, målade av kända konstnärer från denna tid.[4][5] Meiji Memorial Hall används ofta för sammankomster och bröllop.[3]

Meiji jingū har besökts av många utländska politiker, inklusive USA:s president George W. Bush, USA:s utrikesminister (under Barack Obama) Hillary Clinton och den tyske utrikesministern Guido Westerwelle.
Runt helgedomen finns 700 000 m² skog. Området är ett populärt utflyktsmål och en grön oas mitt i Tokyo.
Närmaste station är Harajuku på Yamanotelinjen, eller Meiji Jingu-mae på Chiyoda-linjen.

## Namngivning

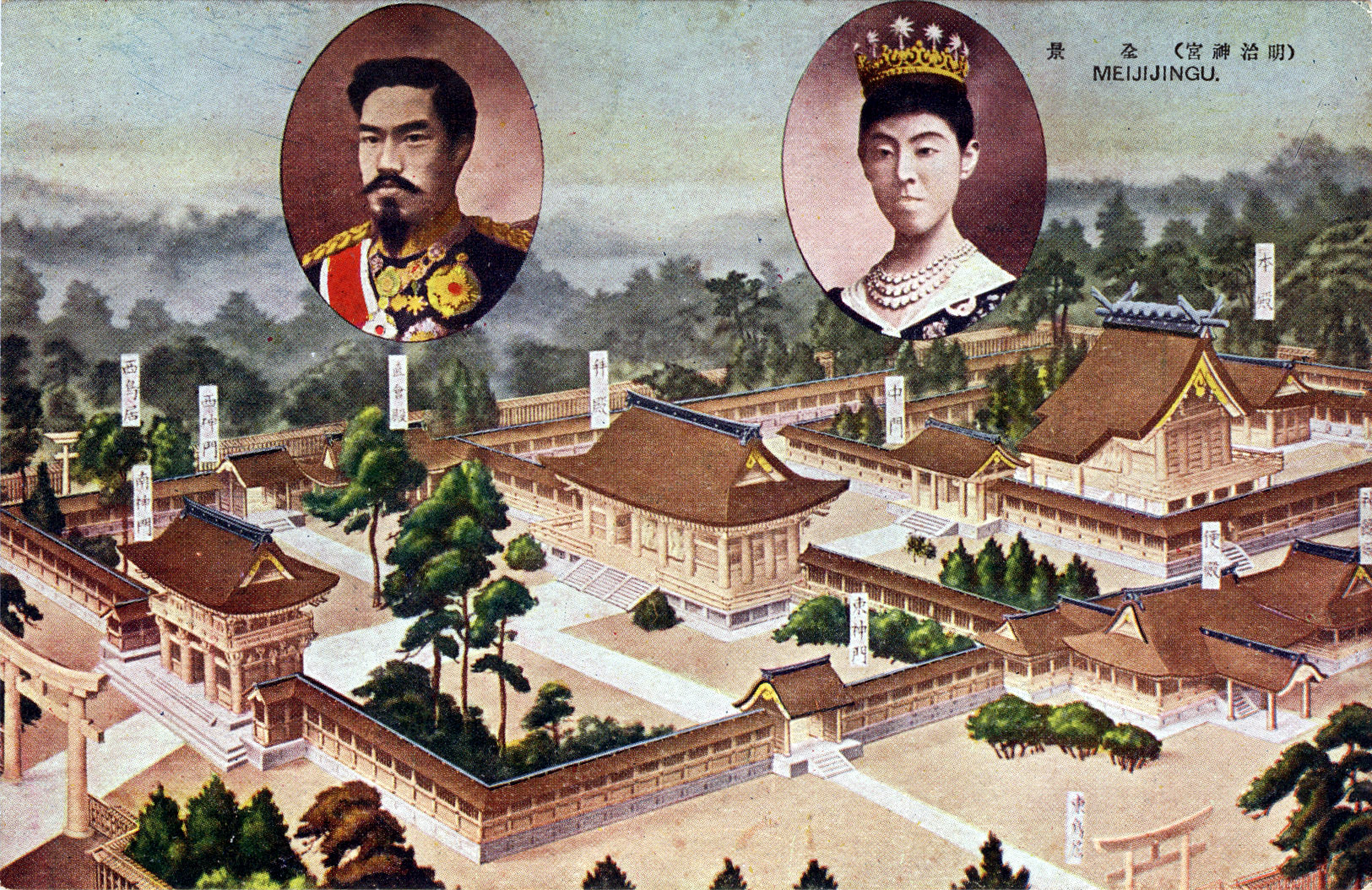
Översikt av helgedomen från 1926 med porträtt av Kejsar Meiji och Kejsarinnan Shoken.

Eftersom helgedomen är tillägnad en kejsare så klassificeras den som jingū. Under planeringsstadiet föreslogs det även att etablera en ny klass för den, men detta genomfördes aldrig.
Vad gäller namnet föreslogs det att den likt andra helgedomar tillägnade kejsare skulle uppkallas efter det kejserliga palatsets ort, (t.ex. Kashihara-jingū tillägnad Kejsar Jimmu, eller Heian-jingū tillägnad kejsarna Kanmu och Kōmei) och skulle då kallats Tōkyō-jingū. I slutänden valdes dock att namnge den efter det dåvarande periodnamnet "Meiji".
Angående stavningen av tecknet 宮 (gū)
På de amuletter (shinsatsu) som Meiji-jingū utger används tecknet 宫, vilket är en version av 宮 (gū) som inte har ett ノ i mitten av 呂. Amuletternas stavning kan härledas till politikern Tokonami Takejirō, och eftersom han skrev tecknet utan ノ så används inte den delen på amuletter idag heller. Samtidigt står helgedomens namn skrivet med ett 宮 som innehåller ノ i registret "Meiji-jingū meisai chō" från 1922, och därför är detta den officiella stavningen.
Förr fanns ingen distinktion mellan 宫 och 宮. T.ex. i ett kejserligt påbud från 1927 (Meiji-jingū zōei-kyoku kansei haishi no ken) används stavningen 宫 i det signerade originalet, men 宫 i den tryckta versionen.

## Dedikering
- Kejsar Meiji - Japans 122:e kejsare
- Kejsarinnan Shoken - Kejsar Meijis gemål

I ett tidigt stadium var planen att enbart dedikera helgedomen till Kejsar Meiji, eller Meiji samt de undersåtar som spelat en stor roll i genomförandet av Meijirestaurationen. När helgedomens placering hade bestämts beslutade man istället att dedikera den till Meiji samt hans då bortgångna hustru Shoken.

## Historia

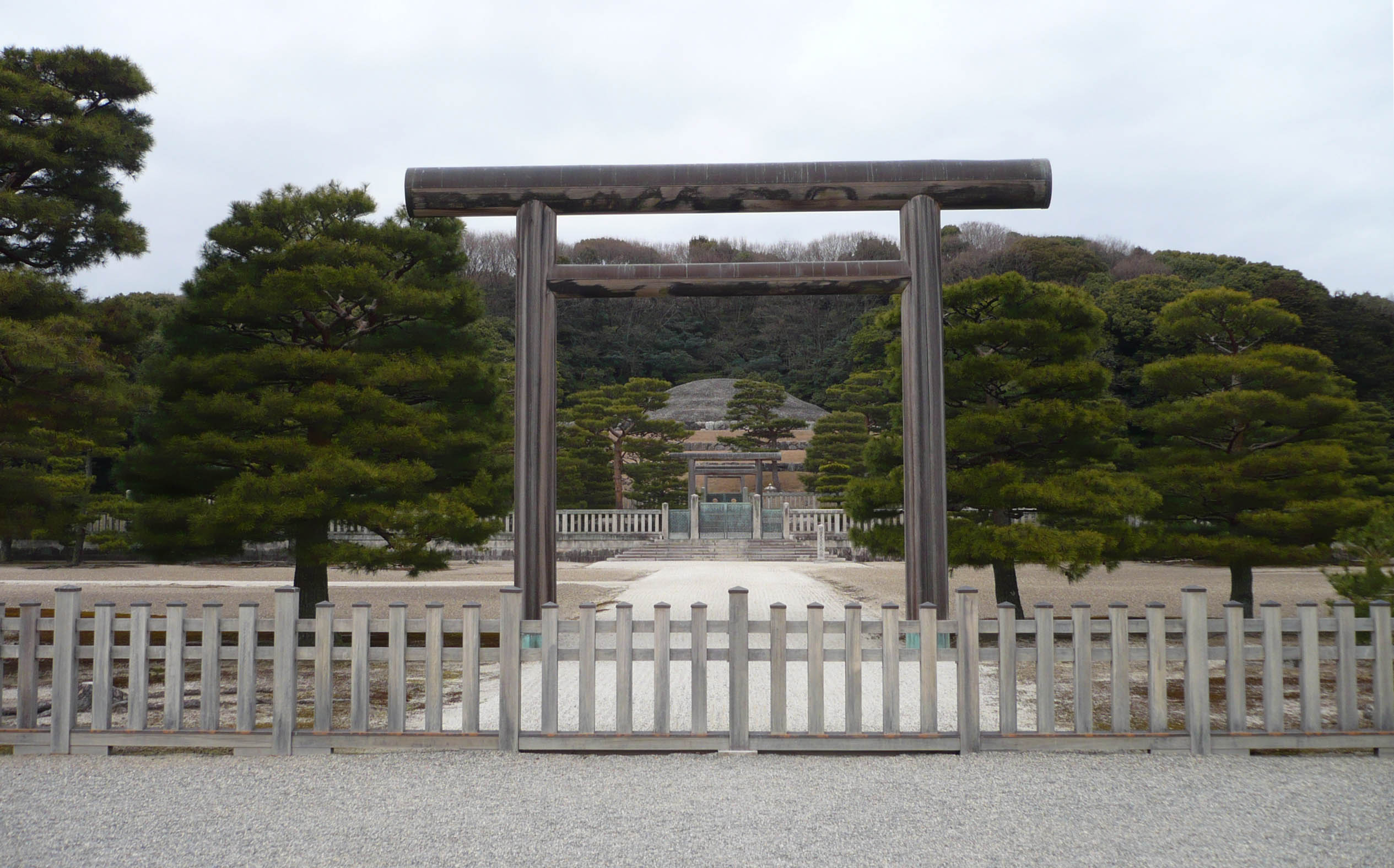
Kejsar Meijis grav i Fushimi-no-momoyama-no-misasagi.

### Grundande
Helgedomens vida område vilket sträcker sig över en yta på 73 hektar tillhörde i början av Edoperioden Katō-klanen av Kumamoto domänet, samt sedan 1640 Ii-klanen av Hikone-domänet, vilka hade en villa på platsen. År 1874 köptes det upp av staten, och blev till det kejserliga godset Minamitoshima.
När Kejsar Meiji gick bort år 1912 fanns inga etablerade lagar angående hans död, och exakt vad som skulle hända efter en kejsares bortgång under den konstitutionella monarkin vad inte helt klart. I Tokyo som Kejsar Meiji hade utsett till huvudstad fanns redan planer för firandet av hans femtionde år på tronen, och många började nu förespråka att man baserat på dessa planer skulle uppföra ett monument till Kejsar Meiji, eller till Meijiperioden. Vissa ville bygga en kejserlig grav i Tokyo, men kejsaren själv hade önskat att bli begraven i Fushimi-no-momoyama-no-misasagi i Kyōto. Det fanns även en vilja att uppföra andra typer av minnesmonument i Tokyo, och ett förslag var att bygga en shinto-helgedom dedikerad till Kejsar Meiji.
De flesta av förslagen, såsom att uppföra en staty, ett stenmonument, eller ett museum ville enbart fira minnet av kejsaren, men uppförandet av en helgedom ansågs överstiga detta, och omfattade även idén att folket skulle vörda honom. Vid denna tiden debatterades huruvida shinto skulle anses som en religion eller inte, och det shintoistiska begreppet "vördnad" ansågs vara sammanlänkat med förhållandet mellan folket och kejsaren.

## Område
Shaden
Valet av stil på Meiji-jingūs shaden gjordes av Chūta Itō och Tadashi Sekino, vilka båda var professorer vid ingenjörsfakultet i Tokyos universitet.
Angående huruvida byggnaden skulle utformas efter historiska exempel eller om en ny stil borde etableras valde de båda det första alternativet. Då det redan hade bestämts att helgedomens ritualer skulle vara detsamma som i kokuheisha ansåg Sekino att även byggnadsstilen borde överensstämma med dem. Samtidigt ansåg Itō att det teoretiskt sett var möjligt att skapa en ny stil, men att detta praktiskt sett vore extremt svårt att genomföra, och därför stödde även han en historiskt inspirerad design. Följaktligen utförde de en rad undersökningar av olika typer av stilar för att hitta en lämplig förebild. Taisha-zukuri (som används i Izumo-taisha) uteslöts då den var för intimt associerad med en specifik region, shinmei-zukuri (som används i Ise-jingū) ansågs för stram och enbart lämplig i skogar, medan gongen-zukuri (som används i Nikkō Tōshō-gū) var för nära associerad med shinbutsu-shūgō. Slutligen valdes den ortodoxa nagare-zukuri då den ansågs vara populär bland folket. Själva processen att på detta sätt välja ut en av en mängd olika stilar för en helgedom var i sig revolutionerande.
Den 23 december 2020 utnämndes de sammanlagt 36 byggnaderna i Meiji-jingūs shaden till viktiga kulturegendomar.
Myndigheten ansvarig för helgedomens uppförande kallades "meiji-jingū zōei-kyoku" och lydde under inrikesministern. Designen utfördes av Tokizō Andō och Shintarō Ōe under ledning av Chūta Itō, och byggnaden uppfördes mellan 1915 och 1920. Under Stillahavskrigets bombningar i april 1945 brann helgedomens mittdel upp, vilken innehöll dess honden och haiden. Portarna minami-jinmon, higashi-jinmon och nishi-jinmon som låg söder därom samt andra byggnader i deras närhet klarade sig dock, och står fortfarande kvar i original.
Återuppbyggnaden av Meiji-jingūs shaden var klar år 1958 och utfördes med Takashi Sunami som huvudansvarig. I den ursprungliga planen bestod helgedomens shaden av byggnaderna minami-jinmon, haiden, chūmon och honden vilka stod på rad från söder till norr. Men i Sunamis nya plan togs chūmon bort och haiden blev expanderat till ett (yttre) gehaiden och (inre) naihaiden. Takmeterialet på byggnaderna byttes även från cypressbark till koppar.

Området norr om gehaiden, vilket inkluderar helgedomens honden, kallas för naiin, medan området söder därom vilket är omgivet av korridorer och portar (jinmon) kallas för gein. Dessa båda är tillsammans omgivna av ett tamagaki (heligt stängsel/staket). Inom naiin finns strukturerna honden, naihaiden och noritoden (en byggnad), naien-watadono, hōko eller skattkammaren (belägen under jord), jinko eller lagringsplats för heliga objekt, nai-sukibei samt hokumon (en byggnad), shinsenjo och watarirō (en byggnad), f.d. saikiko eller lagringsplats för rituella verktyg, den norra korridoren, ge-sukibei, och slutligen kita-jinmon. I gein söder om gehaiden står portarna minami-jinmon, higashi-jinmon och nishi-jinmon samt den yttre korridoren (vilket inkluderar naoraiden). Utöver dessa har de chōzuya som finns i söder, öst, och väst, samt en shukueisha och haraesha, en shinkyō (helig bro), och de seisatsu (skyltar) som finns vid helgedomens södra, norra och västra sandō (processionsvägar) utsätts till viktiga kulturegendomar. Med undantag av hōko (gjord av betong en våning under marken) och shinkyō (även den i betong) är alla de utsedda viktiga kulturegendomarna av trä med tak av koppar. Den av Sunami återuppbyggna honden är likt sin föregångare tre ken (6.3 meter) bred och byggd i stilen nagare-zukuri. Den skiljer sig dock i vissa avseenden från originalet, som t.ex. i att dess chigi och katsuogi på taket har gjorts större. Bland de andra viktiga byggnaderna har naihaiden små utstickande gavlar på långsidan av sadeltaket. Gehaiden samt den två våningar höga minami-jinmon har valmade sadeltak, medan higashi-jinmon och nishi-jinmon är shikyakumon-portar med vanliga sadeltak. 

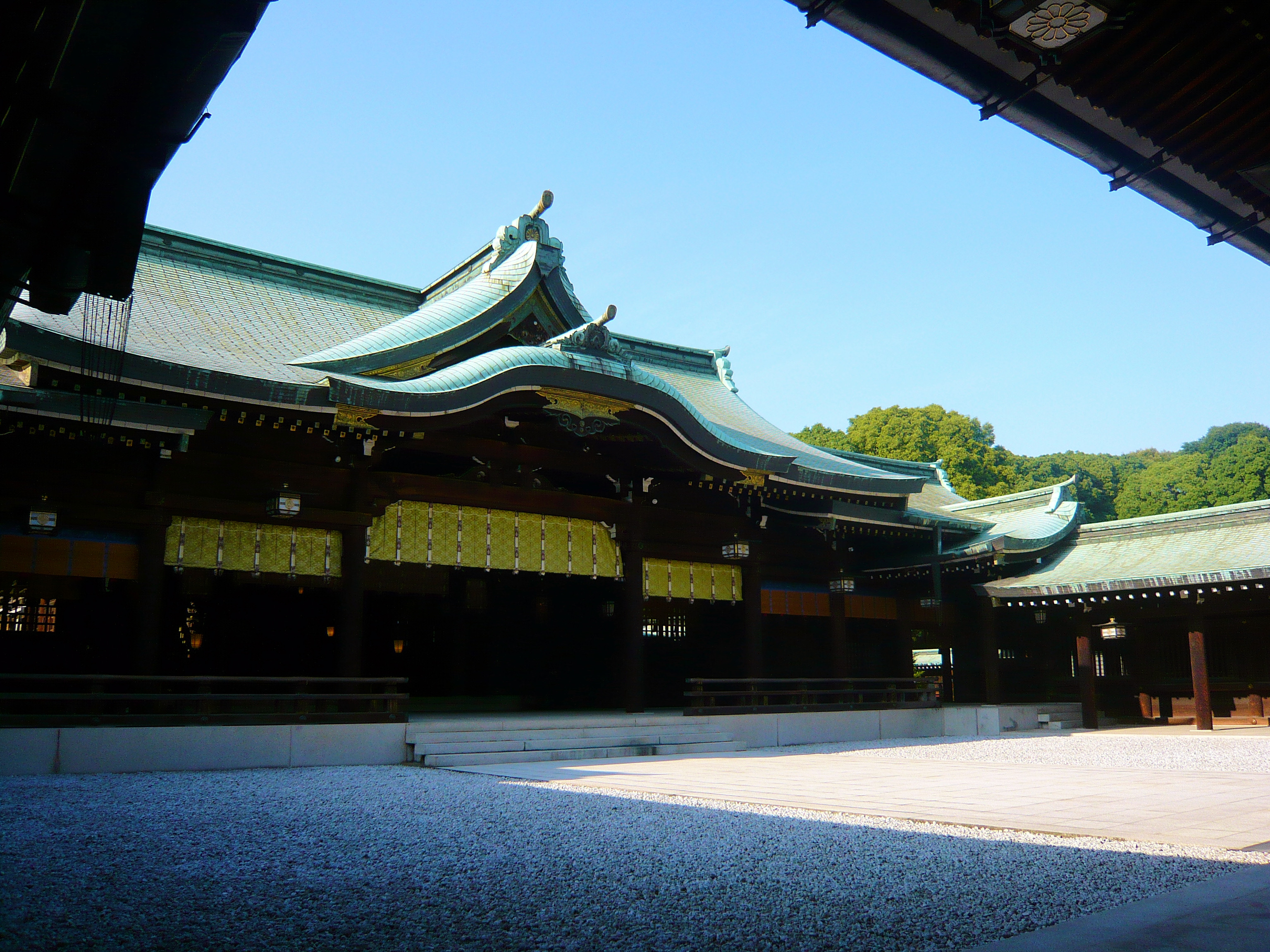
Naihaiden
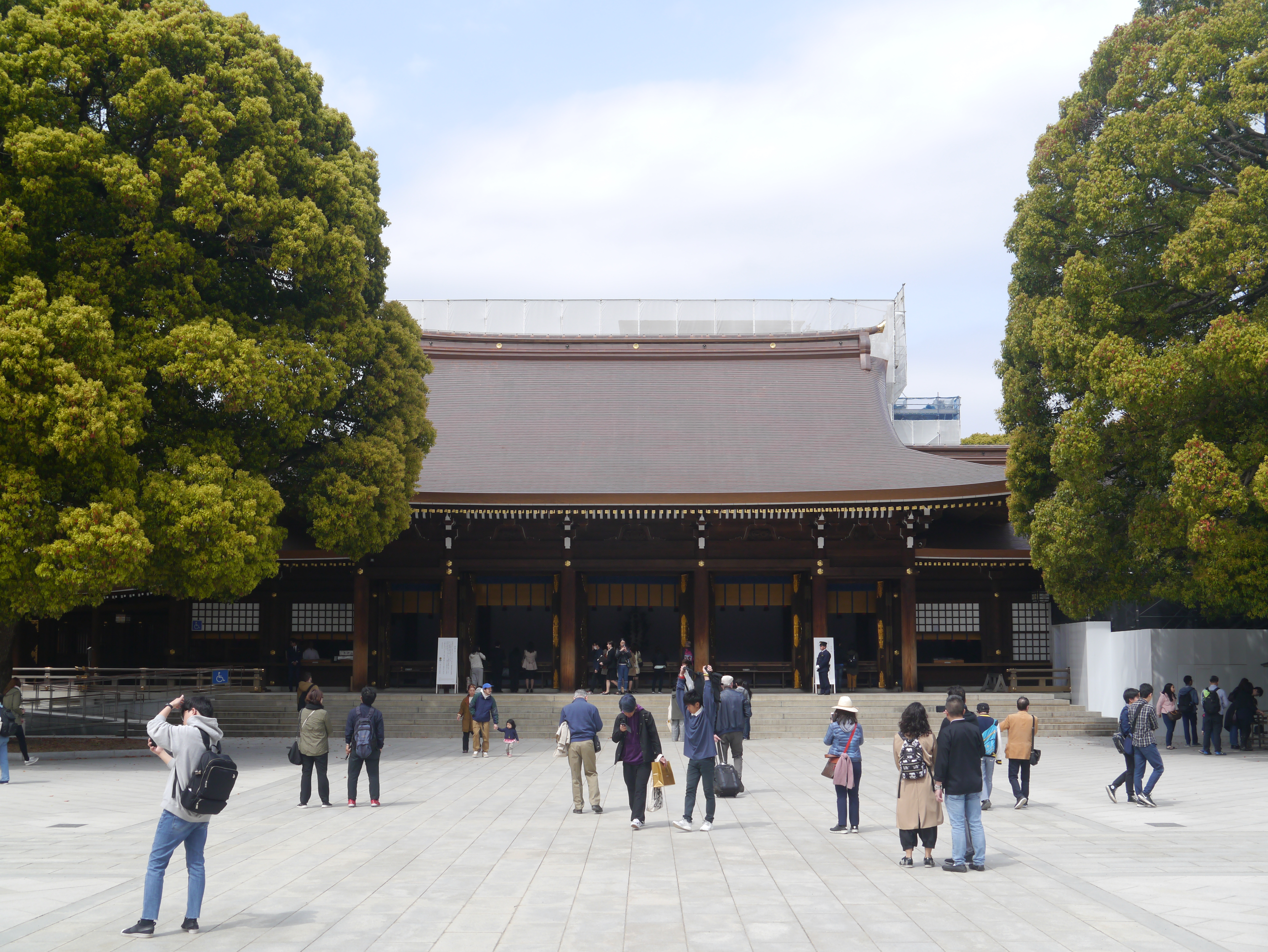
Gehaiden
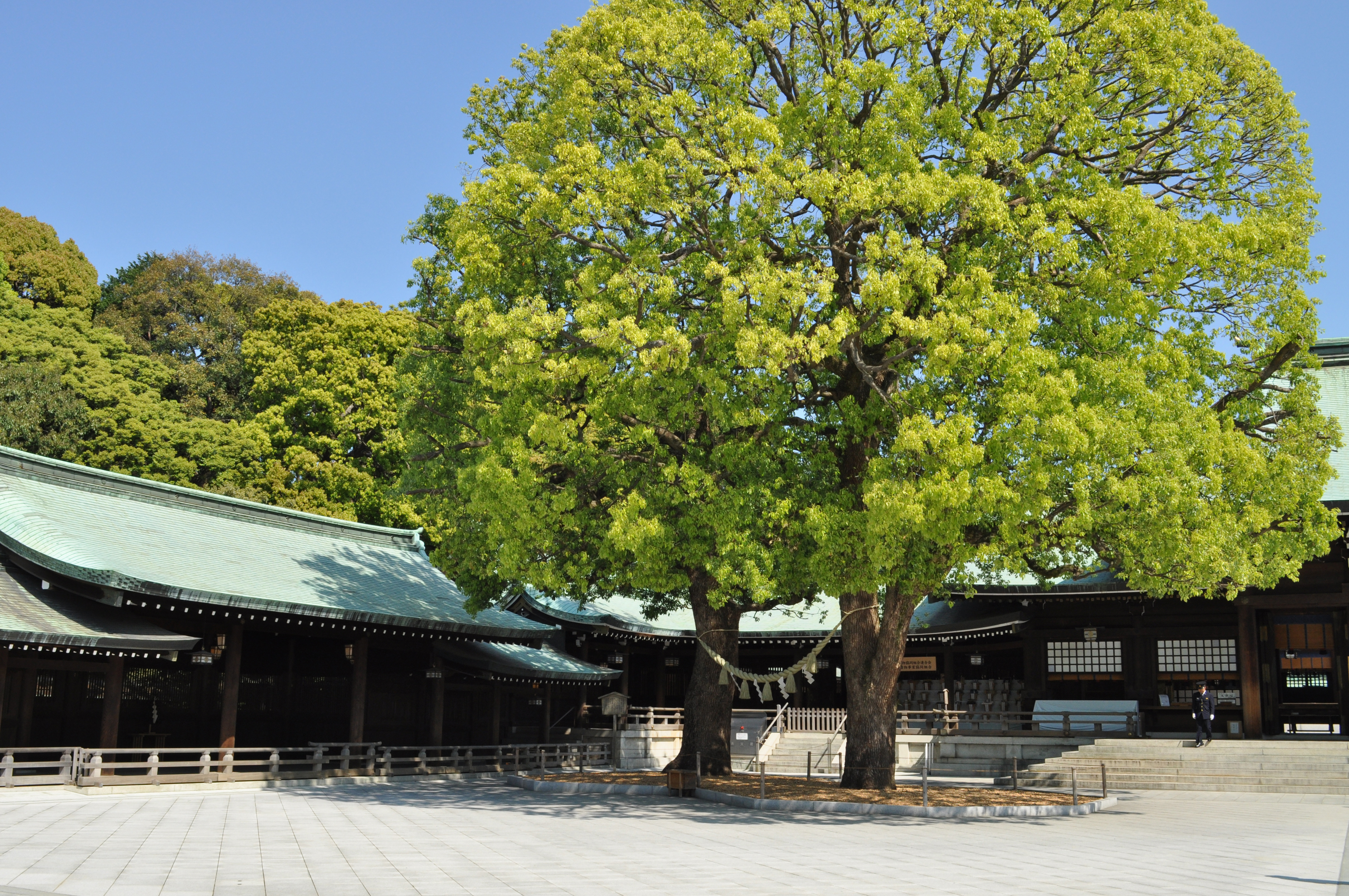
Naoraiden
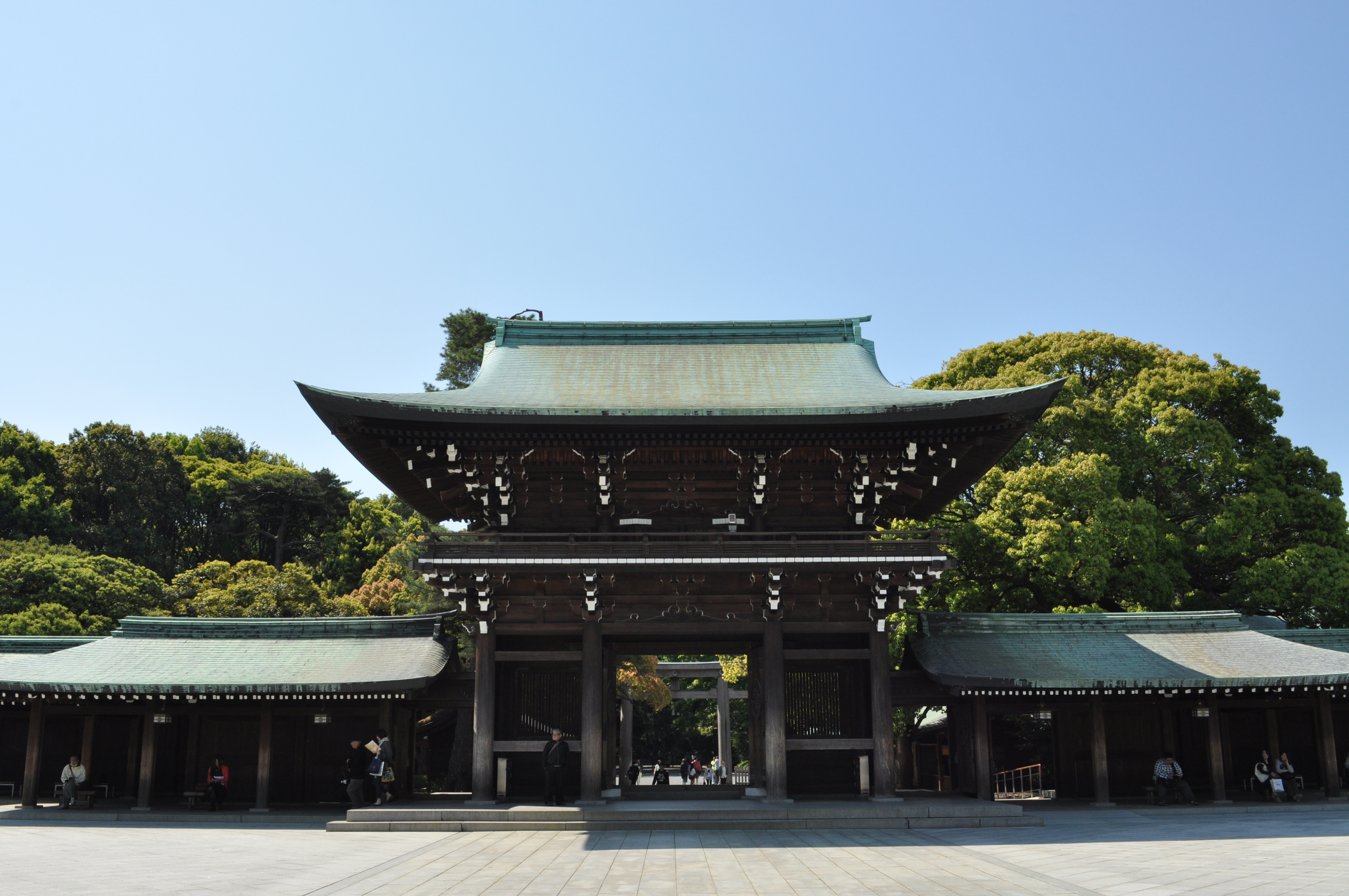
Minami-jinmon
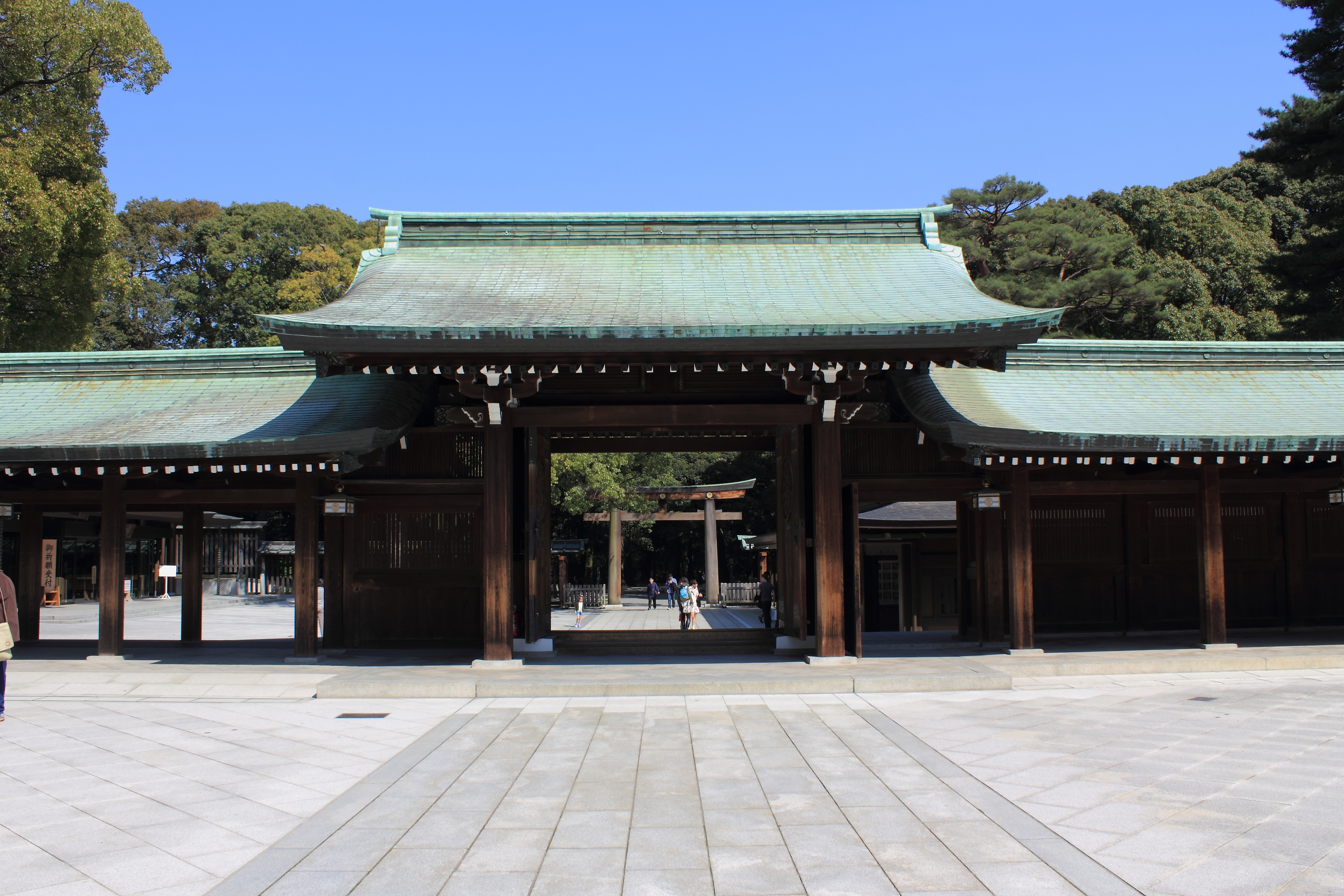
Higashi-jinmon
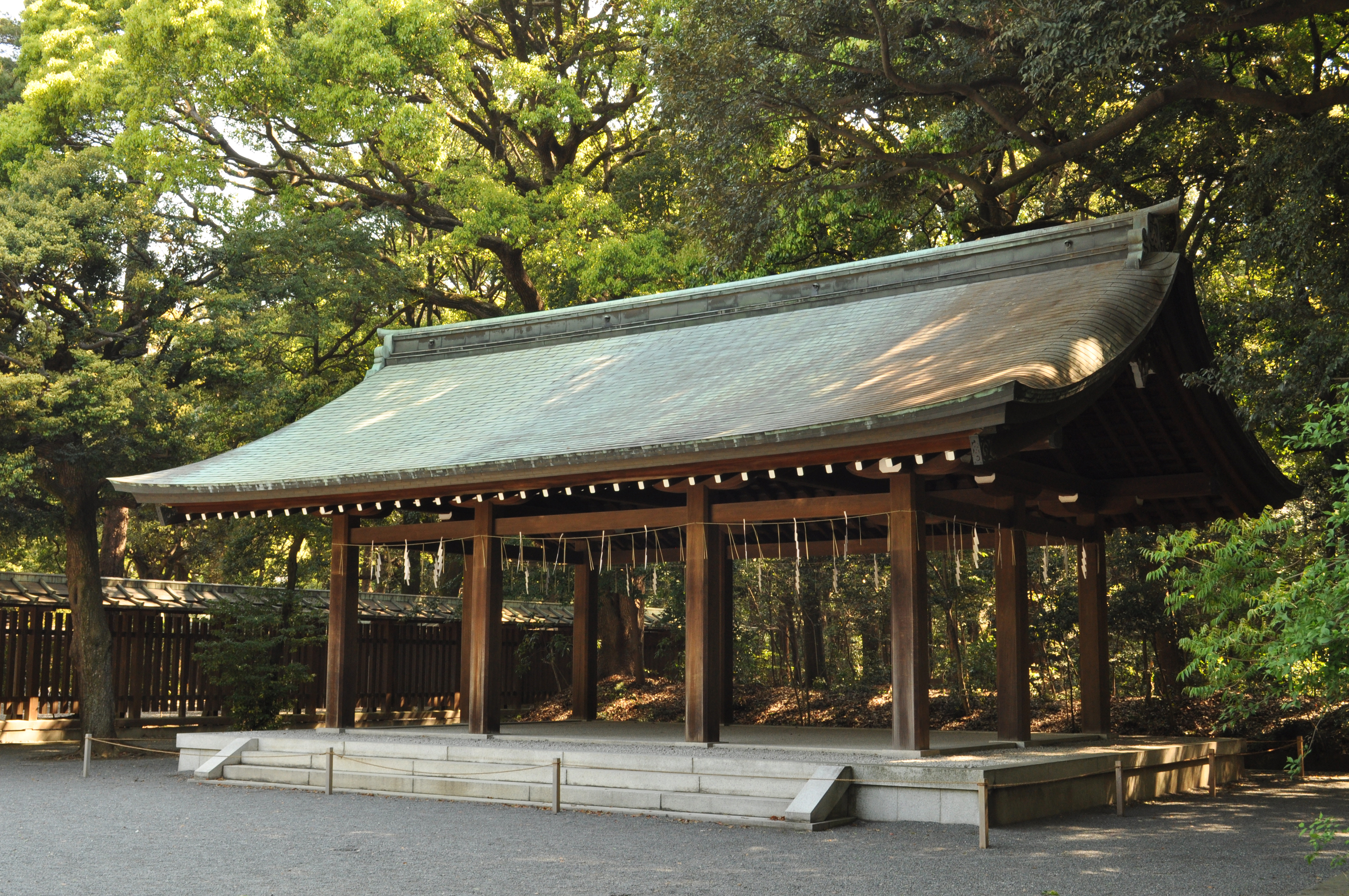
Haraesha
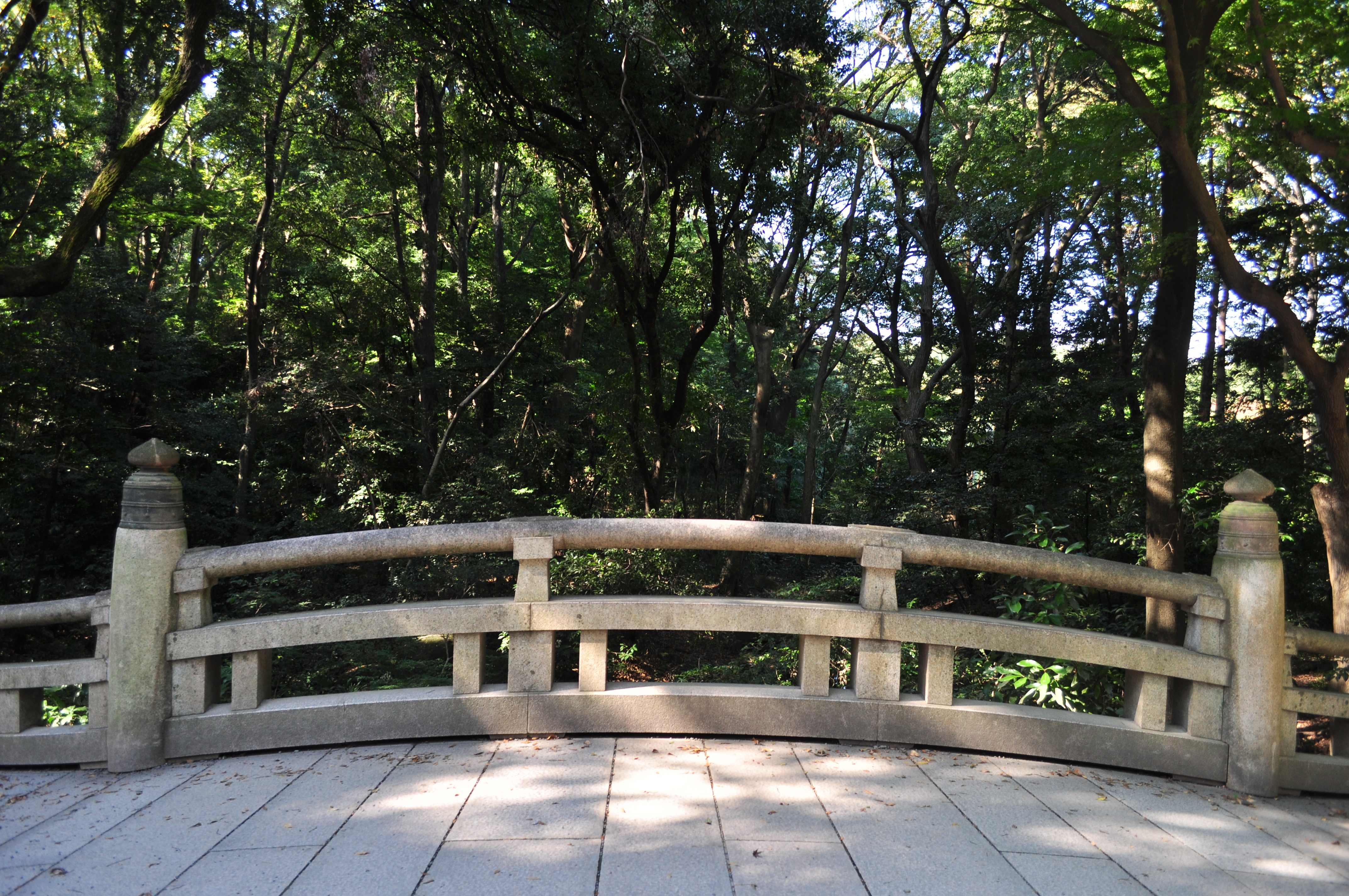
Shinkyō
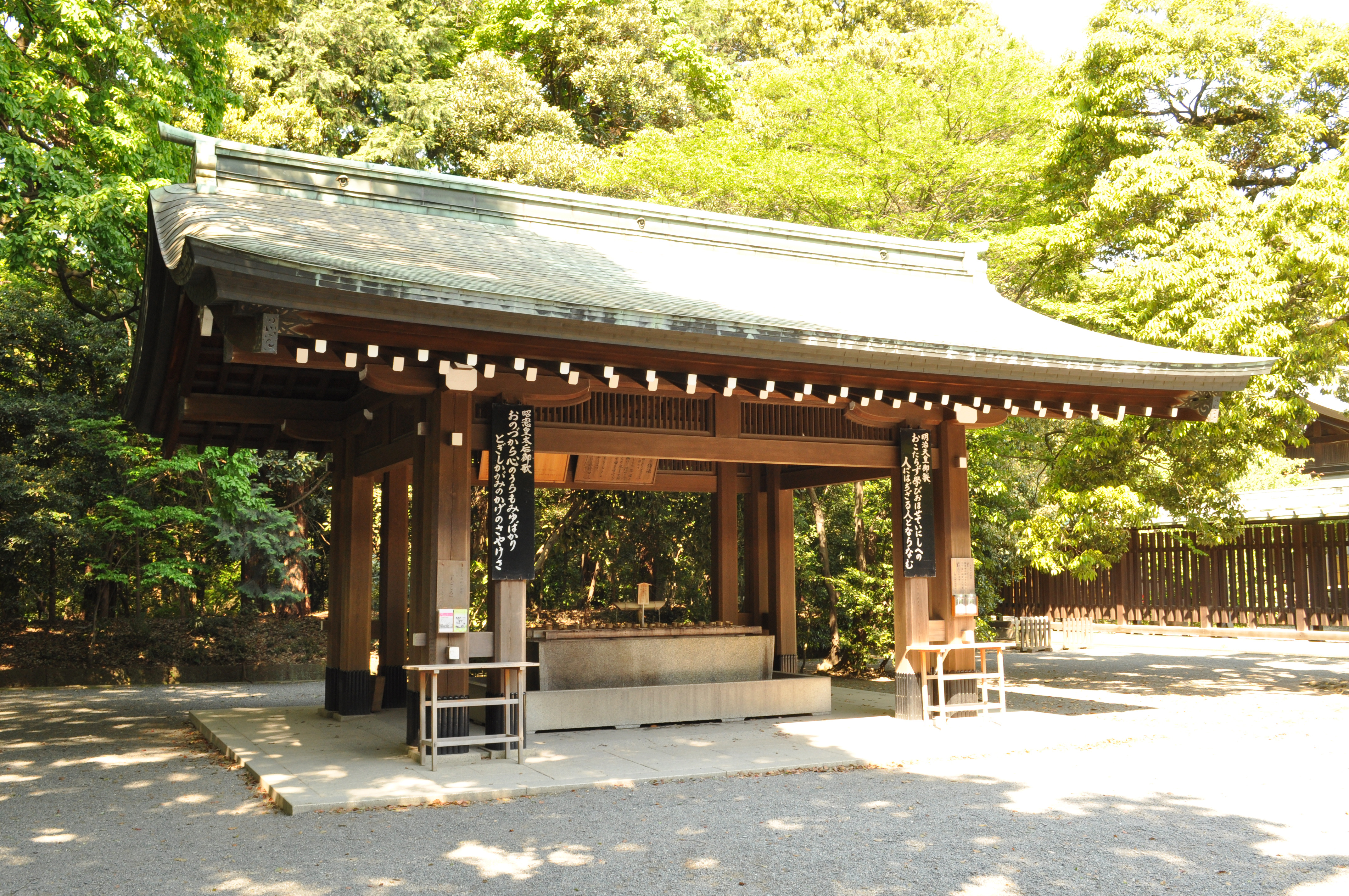
Chōzuya

## Bildgalleri

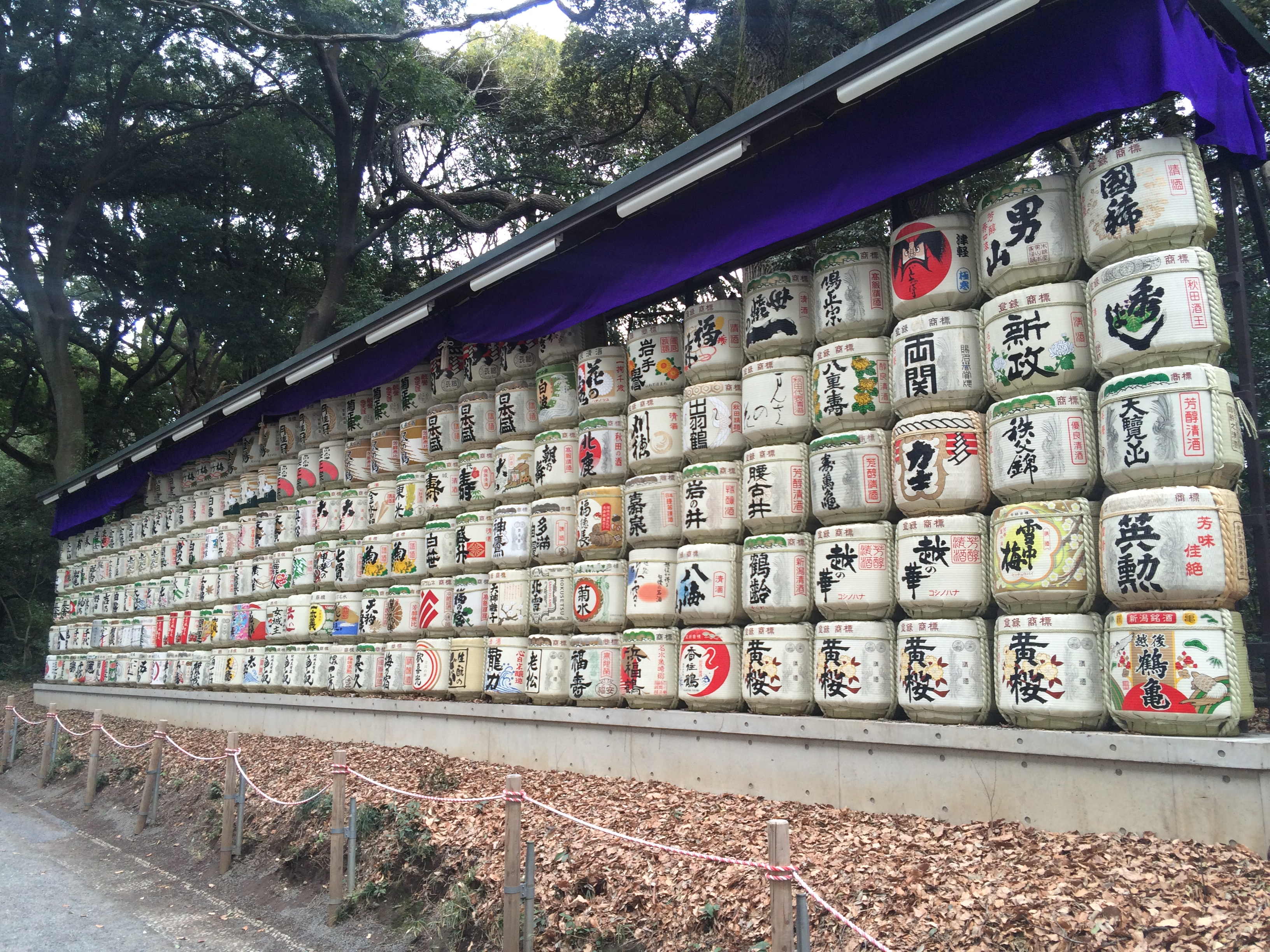
Tunnor med sake donerade till helgedomen.
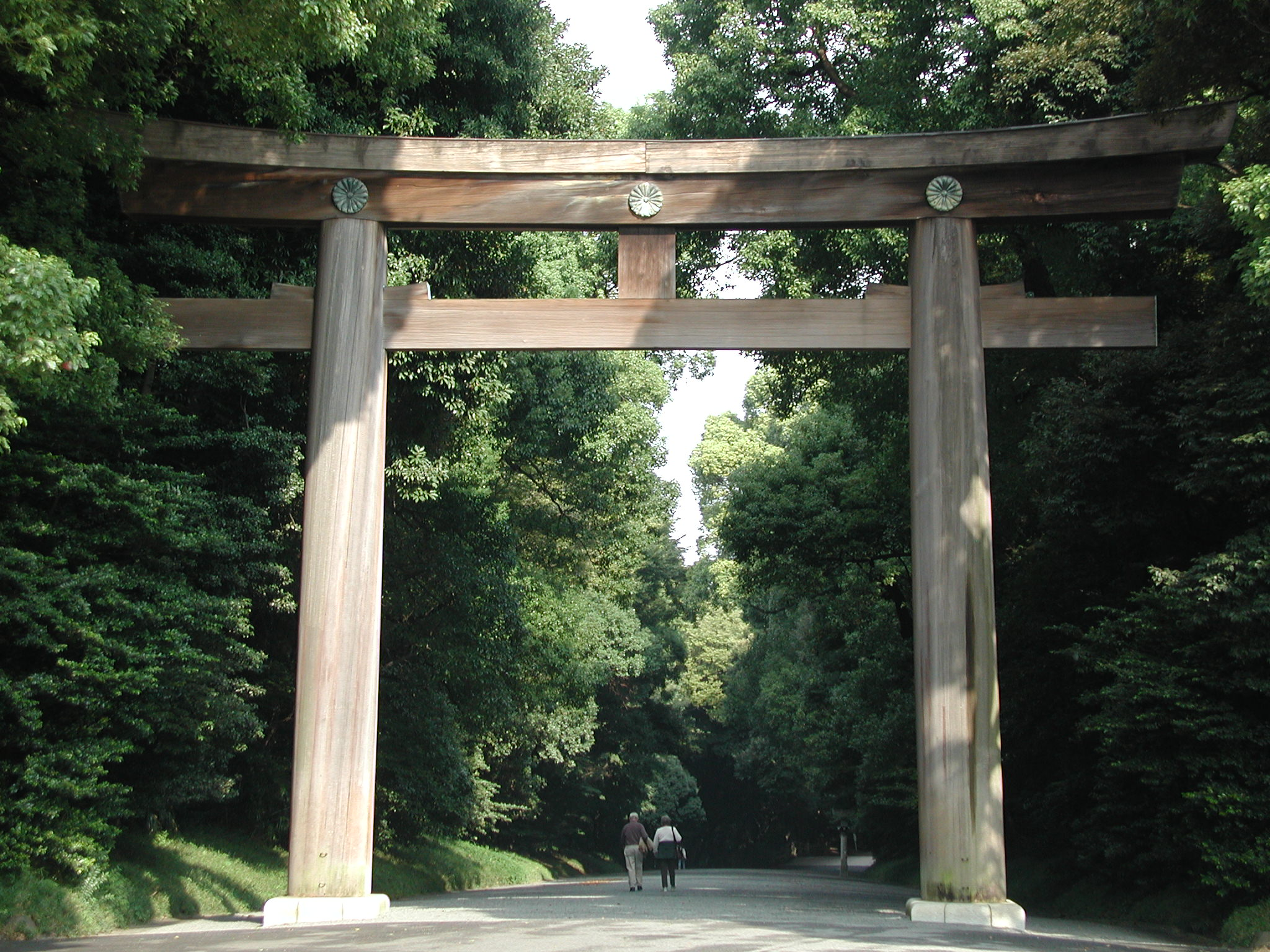
Toriin utanför ingången till helgedomen.
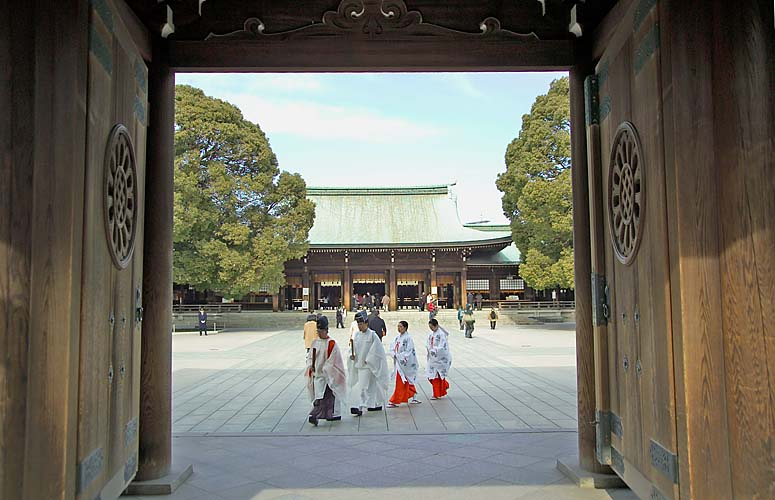
Officianter i traditionell klädsel inför ett Shinto-bröllop i helgedomen.